# Jambuvalli, Tirthahalli
Jambuvalli là một làng thuộc tehsil Tirthahalli, huyện Shimoga, bang Karnataka, Ấn Độ.